# Capitalismo inclusivo
El capitalismo inclusivo es un concepto teórico y un movimiento político que busca abordar la creciente desigualdad de ingresos y riqueza dentro del capitalismo occidental tras la crisis financiera de 2007-2008 para mejorar los negocios y la sociedad.

## Interpretación semántica
El capitalismo inclusivo es un término compuesto por dos significados complementarios. El primero es que la pobreza es un problema sistémico significativo en países que ya han adoptado o están en transición hacia economías capitalistas. El segundo es que las empresas y las organizaciones no gubernamentales puedan vender bienes y servicios a personas de bajos ingresos, lo que puede conducir a estrategias específicas de alivio de la pobreza, incluida la mejora de la nutrición, la atención médica, la educación, el empleo y el medio ambiente de las personas, pero no necesariamente de su poder político.

## Origen filosófico
El capitalismo inclusivo se origina con cuestiones filosóficas anteriores al capitalismo moderno. Estas preguntas se refieren a la motivación de las personas. ¿Están las personas motivadas por lo que es mejor para sus propios intereses, para el bien de la sociedad o quizás en algún punto intermedio? Diferentes filósofos han propuesto sus propias ideas sobre estas cuestiones, incluido Thomas Hobbes . Hobbes pensaba que "el hombre estaba motivado por sus apetitos, deseos, miedo e interés propio, buscando placer y evitando el dolor [...] Su principal deseo, y la más importante de las leyes naturales, era la autoconservación y evitar la muerte". La afirmación de Hobbes se convertiría en la base del capitalismo, que defiende una naturaleza excluyente en lugar de inclusiva de las personas.[cita requerida]
Las ideas de Hobbes influyeron en Adam Smith, quien pensaba que los gobiernos no deberían reprimir el interés propio de las personas en la economía, pero "Smith nunca sugiere que ellos [las personas] están motivados únicamente por el interés propio; simplemente afirma que el interés propio motiva de manera más poderosa y consistente que la bondad, el altruismo o el martirio". En los siglos XVII y XVIII, las nociones de moralidad (teología) y valor (economía) se separaron, lo que llevó a Smith a avanzar en una nueva teoría del valor basada en las divisiones del trabajo en lugar de definir el valor en un contexto religioso de trabajo para Dios. Para Smith "el valor no se puede medir con dinero, porque a veces el dinero es artificialmente escaso [...] porque todo el trabajo tiene el mismo valor para el trabajador, el trabajo es la mejor medida de valor". Así, el concepto de capitalismo tiene sus raíces en la idea de que la naturaleza humana es intrínsecamente egoísta y el valor de los bienes y servicios se deriva del trabajo.
Karl Marx criticó el capitalismo analizando la división del trabajo en Europa desde una perspectiva histórica. Argumentó que la naturaleza humana de las personas, más específicamente sus ideas, "eran en gran medida un producto de clases, estructuras económicas y posiciones sociales. Las ideas justificaron o racionalizaron la estructura económica en cualquier momento, no causaron esa estructura ". Marx concluyó que la división del trabajo contribuye a la desigualdad perpetua entre las masas de trabajadores de bajos ingresos ( proletariado), cuyo número es mucho mayor y la riqueza mucho menor que la minoría y la clase alta más poderosa (burguesía) que a menudo son políticos y empresarios. La perspectiva histórica de Marx se centró en el papel de la política en la contribución y la legitimación de los modos de producción que crearon clases socioeconómicas separadas.
Según Marx, "la división del trabajo dentro de una nación conduce al principio a la separación del trabajo industrial y comercial del trabajo agrícola y, por lo tanto, a la separación de la ciudad y el campo y al conflicto de sus intereses". El término ciudad en este sentido puede entenderse como los centros de poder político y de toma de decisiones económicas y las personas que viven en las ciudades poseen comparativamente más poder que las que trabajan en el campo. Según Marx, los que tienen más poder están incluidos en los beneficios del capitalismo y los que tienen menos poder están excluidos de tales beneficios.
Karl Polanyi utilizó un enfoque más transcultural para comprender los diferentes tipos de economías, incluidas las basadas en el capitalismo. Comenzó describiendo el término "económico" como una combinación de dos significados separados. El primero es un "significado sustantivo" que se refiere a la relación que los seres humanos tienen entre sí y con la tierra. El segundo es un "significado formal" que trata de una "relación de medios-fines" que se centra en economizar los medios de uno para maximizar los fines de uno (una comprensión "lógica" y mecanicista de lo que significa ser un ser humano y participar en una economía) . Polanyi describe cómo la reciprocidad, la redistribución y el intercambio se han llevado a cabo en diferentes culturas a lo largo del tiempo. Polanyi concluyó que en algunas culturas las transacciones económicas implican relaciones humanas profundas y dependen de la toma de decisiones para la preservación del medio ambiente y la cohesión social. En otras culturas, las economías cumplen más una función o utilidad de aumentar el capital donde las transacciones se basan menos en el objetivo de la cohesión social y el bienestar ambiental. El uso contemporáneo del término “capitalismo inclusivo” surge de la comprensión histórica de la esencia de la naturaleza humana y su papel en la toma de decisiones económicas.

## Comprensión contemporánea
Robert Ashford sostiene que el concepto de capitalismo inclusivo tiene sus raíces en los postulados de la economía binaria.
No es concluyente quién acuñó el término capitalismo inclusivo . Usando diferentes bases de datos electrónicas para consultar este término (JSTOR, OCLC Academic, Web of Science, Google Scholar, etc.) una búsqueda en Google Book identificó una de las apariciones más antiguas del término en una publicación de Urban Land Institute de 1943, Urban Land (1943).  Dos académicos popularizaron el término individualmente y mediante publicaciones colaborativas, C. K. Prahalad, profesor universitario distinguido Paul and Ruth McCracken de estrategia de la Ross School of Business de la Universidad de Míchigan-Ross, y Allen Hammond, vicepresidente de Proyectos Especiales e Innovación en el World Resources Institute.
Prahalad abre su libro de 2005 La fortuna en la base de la pirámide: erradicar la pobreza a través de las ganancias preguntando “¿Por qué no podemos crear un capitalismo inclusivo?”. Utiliza el término "capitalismo inclusivo" para invitar a los lectores a centrarse en consumidores y mercados desatendidos a fin de crear oportunidades para todos.
Entre las primeras publicaciones de Hammond que discuten la exclusividad del capitalismo se encuentra un artículo de 2001 titulado Digitally Empowered Development publicado en la revista Foreign Affairs . En el artículo, Hammond describe cómo la tecnología en la década de 1990 ha llevado a muchas personas a experimentar una mayor riqueza y ha permitido mejorar su calidad de vida en general. También señala que miles de millones de personas continúan viviendo en la pobreza en países que desarrollan su sociedad capitalista. Para abordar esta exclusividad del capitalismo, se debe utilizar un nuevo modelo capitalista, argumenta Hammond. “Lo que se necesita, en cambio, es un modelo de abajo hacia arriba que genere crédito, comunicaciones, información, fuentes de energía y otras herramientas de autoayuda […] La idea detrás de este nuevo modelo de desarrollo es que los servicios básicos generalmente deben ser proporcionados por las empresas - a veces directamente, a veces en asociación con gobiernos o redes de organizaciones no gubernamentales (ONG) ”.
Prahalad y Hammond publicaron conjuntamente un artículo de 2002 en Harvard Business Review en el que avanzaban sus ideas sobre el uso de soluciones basadas en el mercado para aliviar la pobreza a través de un estudio de caso hipotético de desarrollo en la India. En 2004, avanzaron sus ideas en otra publicación en coautoría, esta vez destacando tres conceptos erróneos sobre la gente pobre que comúnmente tienen las empresas. La primera es que los pobres tienen poco poder adquisitivo. La segunda es que a las personas de bajos ingresos no les gustan los cambios cuando, de hecho, a menudo tienen pocas oportunidades de elegir entre una variedad de productos y servicios. El tercero es que se puede ganar poco dinero vendiendo a los pobres. Las “familias pobres del mundo con un ingreso familiar anual de menos de $ 6,000 son muchas. Los 18 países emergentes y en transición más grandes incluyen 680 millones de esos hogares, con un ingreso anual total de 1,7 billones de dólares, aproximadamente igual al producto interno bruto anual de Alemania”.

## Implementación
En 2012, la Sociedad Henry Jackson creó un grupo de trabajo para el proyecto de la Iniciativa de Capitalismo Inclusivo con el fin de iniciar una conversación transatlántica sobre las crecientes desigualdades de ingresos y su amenaza para el sistema capitalista.
En 2014, la Conferencia sobre Capitalismo Inclusivo, copatrocinada por la City de Londres y el holding E. L. Rothschild, se llevó a cabo en Londres, donde se discutió el concepto de capitalismo inclusivo como medida práctica. En otra conferencia en 2015, se propuso una lluvia de ideas sobre el "Camino a la acción". En el mismo año 2015, la Coalición por el Capitalismo Inclusivo se registró en los Estados Unidos como una organización sin fines de lucro. Lynn Forester de Rothschild se convirtió en la directora ejecutiva fundadora de la Coalición. En la Conferencia sobre Capitalismo Inclusivo de 2016 en la ciudad de Nueva York, los participantes expresaron su compromiso de promover el crecimiento económico inclusivo. Los miembros de la Coalición expresaron su convicción de que todas las partes interesadas, incluidas las empresas y la sociedad, deberían participar en la promulgación de una agenda de capitalismo inclusivo.
En 2019, el Proyecto Embankment for Inclusive Capitalism (EPIC) emprendido por la Coalición junto con Ernst & Young informó sus hallazgos en un libro blanco. Fue un esfuerzo pionero para "desarrollar un marco e identificar métricas significativas para informar sobre actividades de creación de valor inclusivas y a largo plazo que hasta ahora no se han reflejado en los estados financieros tradicionales".
En 2020, se creó el Consejo para el Capitalismo Inclusivo, una asociación de la Coalición con el Vaticano.
Algunos expertos expresan optimismo de que es posible rehacer el capitalismo de una manera más inclusiva y responsable.

## Principios y objetivos
Los partidarios del capitalismo inclusivo argumentan que el sistema capitalista tradicional no ha logrado asegurar un acceso justo a los recursos económicos. El movimiento propone varias reformas destinadas a hacer que el sistema capitalista sea más justo y sostenible:
Aumento de los salarios mínimos
Inversiones en educación y formación
Acceso simplificado al crédito para familias y negocios de bajos ingresos
Impuestos justos (ver EquiTax)
Regulación de los mercados financieros

## Beneficios esperados
Los partidarios del capitalismo inclusivo creen que estas reformas llevarían a varias ventajas:
Crecimiento económico sostenible
Reducción de la desigualdad social y económica
Mayor estabilidad social
Un entorno más sostenible

## EquiTax
Representa un sistema fiscal diseñado para introducir un paradigma de equidad y simplificación en la tributación. Su papel clave en el panorama de las reformas fiscales se centra en varios puntos cruciales:

##### 1. Deducción completa de cualquier gasto
EquiTax permite la deducción completa de todos los gastos incurridos, incluidas las inversiones. Esta característica permite a los ciudadanos deducir todo tipo de gastos del ingreso sujeto a impuestos, ofreciendo una amplia flexibilidad e incentivando la inversión en sectores estratégicos.

##### 2. Equidad fiscal con tributación uniforme
El sistema EquiTax implementa una tributación uniforme para todos, con el mismo porcentaje de impuestos aplicado al ingreso sujeto a tributación. Este enfoque asegura que cada nivel de ingresos pague el mismo porcentaje de impuestos sobre la cantidad sujeta a tributación, aliviando la carga impositiva para los niveles más débiles que podrían no pagar impuestos.

##### 3. Simplificación de la facturación
EquiTax revoluciona el proceso de generación de documentos fiscales al vincular las transacciones bancarias con el sistema fiscal. Esta conexión automática permite la generación instantánea y automática de documentos fiscales, eliminando la necesidad de procedimientos complejos y reduciendo significativamente las cargas burocráticas.

##### 4. Tributación inmediata para el capital saliente
El sistema EquiTax impone una tributación inmediata cuando el capital sale del país. Este mecanismo tiene como objetivo regular y controlar los flujos financieros, fomentando la reinversión interna y apoyando la economía nacional.

##### 5. Aumento del capital para el capital entrante
EquiTax también implementa un aumento de capital calculado con la fórmula 100*taxación/(100-taxación). Esta política está diseñada para fomentar las inversiones extranjeras y promover el crecimiento económico interno.

## Crítica
Una crítica de las ideas detrás del capitalismo inclusivo comienza donde terminan Hammond y Prahalad. El capitalismo inclusivo, tal como lo utilizan Hammond y Prahalad, divorcia el poder político del empoderamiento económico. No se preocupa por mejorar la condición política de los pobres, permitiendo que aquellos en situación de pobreza tengan un mayor control político y representación en el gobierno. No respalda cambios macroeconómicos a través de políticas gubernamentales que garanticen salarios más altos, acceso equitativo a la vivienda, la educación, la nutrición y la atención médica en todas las clases socioeconómicas, en particular para las personas pobres. El capitalismo inclusivo mantiene la responsabilidad política al contribuir a la pobreza y se limita a no hacer lo suficiente para alentar a la empresa privada (1) a crear más puestos de trabajo para las personas de bajos ingresos; (2) permitir que las personas pobres accedan a capital financiero para emprender, (3) permitir que las personas pobres tengan la oportunidad de comprar una variedad de bienes y servicios. No se tiene en cuenta a los gobiernos y las empresas que se benefician de tener poblaciones de bajos ingresos y con poca educación que proporcionan la mano de obra necesaria.[cita requerida]
En 2007, Hammond y un equipo de investigadores del Banco Interamericano de Desarrollo, la Corporación Financiera Internacional del Grupo del Banco Mundial y el Instituto de Recursos Mundiales concluyeron que la pobreza afecta a cuatro mil millones de personas en todo el mundo, muchas de las cuales viven en países o países capitalistas. transición hacia el capitalismo (Hammond et al. 2007). La pobreza se define como “aquellos con ingresos inferiores a $ 3000 en poder adquisitivo local” (Hammond et al. 2007: 3). Con base en esta evidencia, la experiencia vivida por la mayoría de los seres humanos es que viven en países que practican diferentes grados de capitalismo, lo que ha demostrado ser altamente excluyente. Las primeras páginas del informe de 2007 de Hammond et al. revelan que la financiación adicional para el informe provino de Intel, Microsoft, Royal Dutch Shell y Visa International. Esto puede sugerir que el capitalismo de compinches y el capitalismo inclusivo pueden tener intereses superpuestos.
Antropólogos, historiadores, trabajadores médicos y sociales y sociólogos ofrecen una comprensión alternativa del capitalismo y cómo hacerlo más inclusivo. Estos y otros científicos utilizan la etnografía, los datos económicos y la historia política para documentar políticas públicas intencionales respaldadas por intereses comerciales para mantener el statu quo de las poblaciones de bajos ingresos. Los gobiernos y las empresas se confabulan para evitar que las poblaciones de bajos ingresos tengan acceso a viviendas asequibles, atención médica, educación y nutrición porque desvían recursos para maximizar las ganancias de las poblaciones de ingresos medios y altos. Hacer que el capitalismo sea más inclusivo ciertamente incluye las sugerencias de Hammond y Prahalad de alentar a las empresas a vender bienes a los pobres a precios asequibles. Sin embargo, el capitalismo inclusivo debe abordar las consideraciones políticas que mantienen las desigualdades estructurales dentro de cualquier economía.
Hammond y Prahalad defienden las tecnologías de la información y la comunicación (TIC), como los teléfonos móviles, las computadoras e Internet, como herramientas poderosas para aliviar la pobreza. Los datos etnográficos de antropólogos y sociólogos revelan que las TIC asequibles y ampliamente disponibles brindan una mejora cualitativa en la vida de las personas de bajos ingresos, pero no mejoran de manera medible su sustento y riqueza. La investigación indica que no es probable que se produzcan mejoras mensurables en la vida de las personas pobres sin políticas gubernamentales integrales que al mismo tiempo fomenten salarios dignos, viviendas asequibles, acceso a alimentos nutritivos y de bajo costo, educación de alta calidad y bajo costo, atención médica y transporte público. Si bien estas políticas públicas pueden ser implementadas por empresas y ONG, no es necesario eliminar la supervisión del gobierno para lograr una economía capitalista más inclusiva.
John Kay afirma que la mayoría de las empresas del siglo XXI ya son inclusivas.
Nafeez Ahmed describe la Iniciativa de Capitalismo Inclusivo como un caballo de Troya reunido para pacificar la inminente revuelta global contra el capitalismo.

## Otras lecturas
- Granjero, Paul (2003). Patologías del poder: salud, derechos humanos y la nueva guerra contra los pobres. Berkeley, CA: Prensa de la Universidad de California.
- Goode, Judith y Jeff Maskovsky (2001). Los nuevos estudios sobre la pobreza: la etnografía del poder, la política y las personas empobrecidas en los Estados Unidos. Nueva York: New York University Press.
- Hammond, Allen L. y C. K. Prahalad (2004). Selling to the Poor, Foreign Policy, 142: 30-37.
- Hammond, Allen L., William J. Kramer, Robert S. Katz, Julia T. Tran, Courtland Walker (2007). Los próximos 4 mil millones: tamaño del mercado y estrategia comercial en la base de la pirámide Archivado el 15 de abril de 2008 en Wayback Machine. . Consultado el 25 de abril de 2008.
- O'Connor, Alice (2001). Conocimiento sobre la pobreza: ciencias sociales, políticas sociales y los pobres en la historia de los Estados Unidos del siglo XX. Princeton, Nueva Jersey: Princeton University Press.
- Prahalad, C. K. y Allen Hammond (2002). Sirviendo a los pobres del mundo de manera rentable, Harvard Business Review, 80 (9): 48-58.
- Yelvington, Kevin A. (1995). Poder de producción: etnia, género y clase en un lugar de trabajo caribeño. Filadelfia: Temple University Press.